# Kapros Anikó
Kapros Anikó (Budapest, 1983. november 11. –) magyar teniszezőnő, olimpikon. A 2000-es Australian Open junior lány egyéni és páros bajnoka.
Pályafutása során két egyéni és öt páros ITF tornát nyert. Egy WTA-döntőben szerepelt, 2003. szeptemberben a Japan Openen, ahol Marija Sarapovától szenvedett három játszmában vereséget. Legjobb Grand Slam-tornán elért eredményét a 2004-es Australian Openen érte el, ahol a negyedik körig jutott. Legjobb világranglista helyezése a 44. volt 2004. május 10-én.
Magyarország képviseletében részt vett a 2004-es athéni olimpián. 2001–2010 között kilenc alkalommal szerepelt Magyarország Fed-kupa válogatottjában.
A Semmelweis Egyetem Testnevelési és Sporttudományi karán sportszervező szakon végzett, majd a Budapesti Metropolitan Egyetem Master of Business Administration (MBA) szakán okleveles közgazdász diplomát szerzett. 2023-tól a Nemzeti Közszolgálati Egyetem Hadtudományi Doktori Iskolájának doktorandusz hallgatója.
2022-ig Digi TV állandó szakértője és szakkommentátora. André Agassi Open című önéletrajzi könyv magyar változatának szakmai lektora, valamint A Federer Story című könyv szerkesztője és szakmai lektora.
2010 óta, Budapest XIII.kerületében található Kapros Anikó Tenisz Suli vezetője. 2015 és 2020 közt a Happy Tennis gyermektenisz-program egyik alapítója és vezetője. 2019 és 2021 közt a Nemzeti Sportügynökség munkatársa.
Minősítései közé tartozik: USPTA elite coach certification, WTA Pro Course, PTR licence.
Férje Novák András, az ATV külpolitikai újságírója , valamint a Külvilág című műsor műsorvezetője. Közös lányuk Annaleila 2013 ban született.

## Junior Grand Slam döntői

### Egyéni

#### Győzelmek (1)
| Év   | Bajnokság       | Borítás | Ellenfél                    | Eredmény      |
| ---- | --------------- | ------- | --------------------------- | ------------- |
| 2000 | Australian Open | Kemény  | María José Martínez Sánchez | 6–2, 3–6, 6–2 |

### Páros

#### Győzelmek (1)
| Év   | Bajnokság       | Borítás | Partner           | Ellenfél                      | Eredmény |
| ---- | --------------- | ------- | ----------------- | ----------------------------- | -------- |
| 2000 | Australian Open | Kemény  | Christina Wheeler | Lauren Barnikow Erin Burdette | 6–3, 6–4 |

#### Elveszített döntői (1)
| Év   | Bajnokság | Borítás | Partner           | Ellenfél                          | Eredmény      |
| ---- | --------- | ------- | ----------------- | --------------------------------- | ------------- |
| 2000 | US Open   | Kemény  | Christina Wheeler | Gisela Dulko María Emilia Salerni | 3–6, 6–2, 6–2 |

## WTA-döntői

### Egyéni

#### Elveszített döntői (1)
| Összesítés           |                        |
| Grand Slam-torna (0) |                        |
| Tier I (0)           | Premier Mandatory* (0) |
| Tier II (0)          | Premier Five* (0)      |
| Tier III (0)         | Premier* (0)           |
| Tier IV (0)          | International* (0)     |
| Tier V (0)           | Challenger* (0)        |

* 2009-től megváltozott a tornák rendszere.
 Az egymás mellett azonos színnel jelölt tornatípusok között nincs teljes mértékű megfelelés.
|    | Dátum                | Torna                                         | Borítás | Partner         | Eredmény a döntőben |
| 1. | 2003. szeptember 29. | Japan Open Tennis Championships, Tokió, Japán | Kemény  | Marija Sarapova | 6–2, 2–6, 6–7(5)    |

## ITF-döntői

### Egyéni

#### Győzelmei (2)
| Díjazás        |
| -------------- |
| $100,000 torna |
| $75,000 torna  |
| $50,000 torna  |
| $25,000 torna  |
| $15,000 torna  |
| $10,000 torna  |

| No. | Dátum            | Helyszín             | Borítás    | Ellenfél a döntőben | Eredmény a döntőben |
| 1.  | 2001. január 29. | Clearwater (Florida) | Kemény     | Alina Zsidkova      | 6–3, 6–2            |
| 2.  | 2001. január 29. | Peking               | Kemény (f) | Sze Jan-ce          | 6–4, 6–2            |

#### Elveszített döntői (5)
| No. | Dátum                | Helyszín  | Borítás    | Ellenfél a döntőben | Eredmény a döntőben |
| 1.  | 2001. április 2.     | Dubaj     | Kemény     | Eléni Danjilídu     | 4–6, 4–6            |
| 2.  | 2008. augusztus 4.   | Moszkva   | Salak      | Anna Lapuscsenkova  | 1–5 feladta         |
| 3.  | 2009. február 9.     | Stockholm | Kemény (f) | Tatjana Malek       | 3–6, 2–6            |
| 4.  | 2009. szeptember 28. | Las Vegas | Kemény     | Regina Kulikova     | 2–6, 2–6            |
| 5.  | 2009. november 16.   | Toronto   | Kemény (f) | Camila Giorgi       | 6–4, 4–6, 0–6       |

### Páros

#### Győzelmei (4)
| No. | Dátum                | Helyszín  | Borítás | Partner             | Ellenfelek a döntőben              | Eredmény a döntőben |
| 1.  | 2009. március 16.    | Kairó     | Salak   | Marosi Katalin      | Megan Moulton-Levy Laura Siegemund | 7–5, 6–3            |
| 2.  | 2009. május 25.      | Grado     | Salak   | Sandra Klemenschits | Jorgelina Cravero Ana Tatisvili    | 6–3, 6–0            |
| 3.  | 2009. június 15.     | Padova    | Salak   | Sandra Klemenschits | Elena Pioppo Valentina Sulpizio    | 7–6(4), 6–1         |
| 4.  | 2009. szeptember 28. | Las Vegas | Kemény  | Agustina Lepore     | Kimberly Couts Lindsay Lee-Waters  | 6–2, 7–5            |

## Év végi világranglista helyezései
| Év     | 2000 | 2001 | 2002 | 2003 | 2004 | 2005 | 2006 | 2007 | 2008 | 2009 | 2010 |
| Egyéni | 582. | 111. | 105. | 92.  | 86.  | 242. | 236. | 501. | 261. | 209. | 326. |
| Páros  | 365. | 365. | 358. | 335. | –    | 366. | –    | –    | –    | 228. | 841. |